# طائرات كيه إل إم المخطوفة
طائرات كيه إل إم المخطوفة هي عملية اختطاف لثلاث طائرات ماكدونل دوغلاس دي سي-9 تابعة لشركة كيه إل إم بين 2 أكتوبر 1973 و4 سبتمبر 1976 و6 أغسطس 1978 (5 سنوات و3 أشهر و4 أيام) وكان واحدة من بين أسوء العمليات الإرهابية لاختطاف الطائرات التجارية حتي أحداث 11 سبتمبر وكان هناك 4 خاطفين و175 رهينة في 3 مطارات تجارية هم مطار سخيبول أمستردام ومطار لارنكا الدولي ومطار برشلونة الدولي في 3 دول هم هولندا وقبرص وإسبانيا.

## كيه إل إمالرحلة 376
طائرة ماكدونل دوغلاس دي سي-9-15 كانت تحمل علي متنها 27 راكبا و5 من أفراد الطاقم وكانت متجهة من دوسلدورف إلي أمستردام في 2 أكتوبر 1973 وقد أختطفت الطائرة وتم توجيهها إلي مطار سخيبول أمستردام.

## كيه إل إمالرحلة 366
طائرة ماكدونل دوغلاس دي سي-9-33RC كانت تحمل علي متنها 79 راكبا و5 من أفراد الطاقم وكانت متجهة من نيس إلي أمستردام في 4 سبتمبر 1976 وقد أختطفت الطائرة وتم توجيهها إلي مطار لارنكا الدولي.

## كيه إل إمالرحلة 361
طائرة ماكدونل دوغلاس دي سي-9-32 كانت تحمل علي متنها 58 راكبا و5 من أفراد الطاقم وكانت متجهة من أمستردام إلي مدريد في 6 أغسطس 1978 وقد أختطفت الطائرة وتم توجيهها إلي مطار برشلونة الدولي.